# (10054) Solomin
(10054) Solomin est un astéroïde de la ceinture principale.

## Description
(10054) Solomin est un astéroïde de la ceinture principale. Il fut découvert le 17 septembre 1987 à Nauchnyj par Lioudmila Tchernykh. Il présente une orbite caractérisée par un demi-grand axe de 2,26 UA, une excentricité de 0,20 et une inclinaison de 5,4° par rapport à l'écliptique. Il a été nommé d'après l'acteur russe Yuri Solomin.

## Compléments